# Exxacta Cars
Exxacta Cars Inc. (in der Literatur Exxacta Car Corp.) war ein US-amerikanischer Hersteller von Automobilen.

## Unternehmensgeschichte
Frank Nasta gründete das Unternehmen am 6. August 1980 in Clearwater in Florida. Er begann mit der Entwicklung von Automobilen, die später zur Produktion führte. Im August 1982 wurde über ein Fahrzeug in einer Automobilzeitschrift berichtet. Der Markenname der auch als Kit Cars erhältlichen Fahrzeuge lautete Exxacta. Der Produktionszeitraum wird ungenau mit 1985, etwa 1985 oder ab etwa 1985 angegeben. Am 28. Juli 1986 wurde das Unternehmen aufgelöst.

## Fahrzeuge
Das einzige Modell war die Nachbildung eines Corvette der ersten Generation Corvette C1. Ein Fahrgestell aus Stahl bildete die Basis. Darauf wurde eine offene zweisitzige Karosserie aus Kunststoff montiert. Verschiedene V6- und V8-Motoren von General Motors standen zur Wahl.